# Immariana acutiella
Immariana acutiella är en fjärilsart som beskrevs av Park och Bong-Kyu Byun 1991. Immariana acutiella ingår i släktet Immariana och familjen vecklare. Inga underarter finns listade i Catalogue of Life.